# Alekszandr Szergejevics Seveljov
Alekszandr Szergejevics Seveljov (oroszul: Александр Сергеевич Шевелёв) (Nyikolajevo, 1936. november 1. – ?, 2020. augusztus 19.) szovjet színekben világbajnok orosz tőrvívó, edző.